# Chromolepis
Chromolepis là một chi thực vật có hoa trong họ Cúc (Asteraceae).

## Loài
Chi Chromolepis gồm các loài: